# César Meza Colli
César Daniel Meza Colli (Asunción, 5 ottobre 1991) è un calciatore paraguaiano, attaccante svincolato.

## Carriera
Colli ha fatto il suo esordio in Serie A con il Cesena il 21 settembre 2011, in occasione della sconfitta casalinga per 1-2 con la Lazio.
Il 5 gennaio 2012, è passato in prestito all'Alavés. Il 2 agosto 2012, è stato girato in prestito al Pavia per una cifra sconosciuta, che ha ricavato i soldi dalla commissione del trasferimento di un altro giocatore.
Il 3 settembre 2013, César e suo fratello David hanno firmato un contratto annuale con l'İnter Baku, formazione della massima serie azera. Meza ha prolungato il suo contratto con l'İnter Baku per un altro anno nel maggio 2014.
Dopo aver lasciato l'İnter Baku nell'estate 2015, Colli ha firmato un altro contratto di sei mesi con l'İnter Baku il 22 gennaio 2016. Sei mesi dopo, Colli ha firmato un contratto annuale con lo Zirə.
Il 6 febbraio 2018, Il Keşla ha annunciato che Colli aveva firmato un contratto valido fino al termine della stagione 2017-2018.
Il 6 agosto 2018, l'U Craiova ha annunciato l'acquisto di Colli con un contratto triennale.
Il 22 luglio 2019, il Keşla ha annunciato l'arrivo di Colli in prestito per un anno.

## Palmarès

### Club

#### Competizioni nazionali
- Coppa d'Azerbaigian: 1

Keşlə: 2017-2018